# Henri Aymonod
Henri Aymonod (pron. fr. AFI: [ɑ̃ʁi emɔno]; Aosta, 15 febbraio 1996) è un fondista di corsa in montagna italiano.
Imbattuto dal 2019 al 2022 in un chilometro verticale, è soprannominato Hombre Vertical (l'uomo dei vertical).

## Biografia
Originario di Verrayes, Henri Aymonod nasce insieme ai suoi due fratelli gemelli Louis e André. Con loro a 3 anni ha iniziato praticando il nuoto, a 7 anni lo sci di fondo, a 10 il biathlon e poco dopo entra nel mondo dell'agonismo. L'insieme di queste esperienze sono state parte della sua formazione fisica e mentale, le basi che gli hanno permesso d'incontrare nel 2013 le sue più grandi passioni: la corsa in montagna e lo sci alpinismo. 
Nel 2014, alla sua prima esperienza fuori della Valle d'Aosta (in occasione dei campionati Italiani di corsa in montagna), si qualifica per i campionati mondiali di corsa in montagna a Casette Di Massa e conquista l'argento a squadre con i suoi compagni di squadra Nadir Cavagna, Davide Magnini, Luca Ventura e Alberto Vender. Quel giorno segna l'inizio della sua carriera sportiva e l'incontro con il suo attuale allenatore, Paolo Germanetto, il responsabile tecnico della nazionale italiana di corsa in montagna.
Nel 2018 entra a far parte della squadra Corrintime con i gemelli Bernard e Martin Dematteis (tra i migliori interpreti della disciplina di sempre) e con i quali lo stesso anno si aggiudica il campionato italiano assoluto a staffette di corsa in montagna ad Arco di Trento.
Dal 2019 al 2021 ha vinto tutti i vertical più importanti del mondo diventando l'uomo da battere nella specialità.
Nel 2019 si laurea in scienze motorie e sportive presso l'Università degli Studi di Torino difendendo una tesi proprio sul modello prestativo della corsa in montagna in salita, relatore è l'esperto di sport estremi Prof. Marco Ivaldi.
Nel 2021 ha vinto il Challenge Stellina, una gara storica di corsa in montagna a Susa con il tempo di 1h19'32", prima di lui (di italiani) solo Marco Gaiardo, Antonio Molinari e Marco De Gasperi sono riusciti a scendere sotto il muro dell'ora e venti nello stesso percorso.
Nello stesso anno è il quinto italiano di sempre a vincere la classifica finale overall di corsa in montagna.

## Palmarès

### Corsa in montagna

#### Mondiali
2014
- 24º ai Campionati del mondo di corsa in montagna junior ( Massa) - 48'49"[5]
- Argento a squadre ai Campionati del mondo di corsa in montagna junior ( Massa)

#### Coppa del Mondo
2021
- Vincitore della Coppa del mondo di corsa in montagna overall[6]
- Vincitore della Coppa del mondo di corsa in montagna (specialità vertical)[6]

### Sci alpinismo

#### Mondiali
2017
- 5º posto ai campionati del mondo U-23 vertical ( Piancavallo)[7]

2019
- Bronzo ai campionati del mondo di scialpinismo U-23 vertical ( Villars-sur-Ollon)[8]

2022
- 8º posto ai campionati del mondo a squadre (al Tour du Rutor in coppia con Alex Oberbacher)

## Campionati nazionali
2016
- Oro prima prova (salita e discesa) dei campionati italiani promesse di corsa in montagna (Lanzada)
- Argento ai campionati italiani espoir di sci alpinismo (vertical)

2017
- Argento ai campionati italiani espoir di sci alpinismo (vertical)

2018
- Oro ai campionati italiani promesse di corsa in montagna
- Oro ai campionati italiani assoluti a staffette di corsa in montagna (in squadra con Bernard Dematteis e Martin Dematteis)
- Argento ai campionati italiani assoluti di corsa in montagna (specialità vertical)
- Oro ai campionati italiani promesse di corsa in montagna (specialità vertical)

2019
- Argento ai campionati italiani assoluti a staffette di corsa in montagna (in squadra con Bernard Dematteis e Martin Dematteis)

2020
- Bronzo ai campionati italiani assoluti di corsa in montagna
- Oro ai campionati italiani assoluti di corsa in montagna (specialità vertical)

2021
- Oro ai campionati italiani assoluti di corsa in montagna (specialità vertical)

2022
- Oro ai campionati italiani assoluti di corsa in montagna (specialità vertical)

## Altre competizioni internazionali
2016
- Oro alla Patrouille des Glaciers Giovani in coppia con Enrico Loss ( Verbier)

2017
- 7º al Trofeo Mezzalama ( Breuil-Cervinia) in squadra con l'italiano Filippo Beccari e il norvegese Lars Erik Skjervheim[9]
- Bronzo alla Red Bull 400 ( Courchevel)
- Argento al chilometro verticale Chiavenna-Lagunch ( Chiavenna) - 33'17"[10]
- 5º al Km vertical de Fully ( Fully) - 31'18"[11]

2018
- Oro al Km vertical de Fully ( Fully) - 30'48"[12]
- Oro al San Fermo Trail ( Borno) - 1h29'16" (record percorso)[13]

2019
- Oro al Km vertical de Fully ( Fully) - 31'36"[14]
- Oro al Piz Tri Vertical ( Malonno) - 34'50"[15]
- Oro al chilometro verticale Chiavenna-Lagunch ( Chiavenna) - 32'14"[16]
- Bronzo alla tappa di World Cup Broken Arrow Sky Race ( Squaw Valley)[17]
- 5º al Trofeo Mezzalama ( Breuil-Cervinia) in squadra con Pietro Lanfranchi e Alex Oberbacher[18]

2020
- Oro al Piz Tri Vertical ( Malonno) - 34'08"[19]
- Oro al Vertical del Nasego ( Casto (Italia)) - 35'47"[20]
- Bronzo alla Red Bull Dolomittenmann ( Lienz)[21]

2021
- Oro all'International Challenge Stellina ( Susa (Italia)) - 1h19'32"[22]
- Oro al chilometro verticale Chiavenna-Lagunc, tappa finale di World Cup ( Chiavenna) - 31'41"[23]
- Oro alla tappa di World Cup Vertical del Nasego ( Casto (Italia)) - 35'38"[24]
- Bronzo alla tappa di World Cup Tatra Race Run ( Zakopane)[25]
- Bronzo alla tappa di World Cup La Montée du Nid d'Aigle ( Saint-Gervais-les-Bains) 1h46’44”[26]
- Bronzo alla Red Bull Dolomittenmann ( Lienz)[27]
- 5º alla tappa di World Cup Trofeo Ciolo ( Gagliano del Capo)

2024
- Oro al Km vertical de Fully ( Fully) - 29'56"

2025
- Bronzo alla tappa di World Cup Zmeu X-Fest Classic Mountain ( [[]]) - 1h49'15"